# Maripipi
Maripipi est une île et une municipalité de la province de Biliran aux Philippines. Il y avait 6 699 habitants en 2010 pour une superficie de 28 km2.

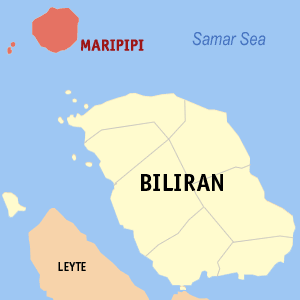
L'île de Maripipi (rouge) dans la province de Biliran

## Barangays
- Agutay
- Banlas
- Bato
- Binalayan West
- Binalayan East
- Burabod
- Calbani
- Canduhao
- Casibang
- Danao
- Ol-og
- Binongto-an
- Ermita
- Trabugan
- Viga